# Ronde van Lombardije 1935
De Ronde van Lombardije 1935 was de 31e editie van deze eendaagse Italiaanse wielerwedstrijd, en werd verreden op zondag 20 oktober 1935. Het parcours leidde van Milaan naar Milaan en ging over een afstand van 238 kilometer. De Italiaan Enrico Mollo won met een solo ontsnapping.

## Uitslag
| Ronde van Lombardije 1935 |                    |                  |          |
| Plaats                    | Naam               | Ploeg            | Tijd     |
| Winnaar                   | Enrico Mollo       |                  | 7u22'16" |
| 2                         | Aldo Bini          | Maino-Girardengo | +4'53"   |
| 3                         | Gino Bartali       | Frejus           | z.t.     |
| 4                         | Giuseppe Olmo      | Bianchi          | z.t.     |
| 5                         | Attilio Masarati   | Ganna            | z.t.     |
| 6                         | Rinaldo Gerini     | Frejus           | z.t.     |
| 7                         | Francesco Camusso  | Legnano-Wolsit   | z.t.     |
| 8                         | Isidoro Piubellini | Legnano-Wolsit   | z.t.     |
| 9                         | Mario Cipriani     | Frejus           | z.t.     |
| 10                        | Pietro Rimoldi     | Bianchi          | z.t.     |

1905 · 1906 · 1907 · 1908 · 1909 · 1910 · 1911 · 1912 · 1913 · 1914 · 1915 · 1916 · 1917 · 1918 · 1919 · 1920 · 1921 · 1922 · 1923 · 1924 · 1925 · 1926 · 1927 · 1928 · 1929 · 1930 · 1931 · 1932 · 1933 · 1934 · 1935 · 1936 · 1937 · 1938 · 1939 · 1940 · 1941 · 1942 · 1943 · 1944 · 1945 · 1946 · 1947 · 1948 · 1949 · 1950 · 1951 · 1952 · 1953 · 1954 · 1955 · 1956 · 1957 · 1958 · 1959 · 1960 · 1961 · 1962 · 1963 · 1964 · 1965 · 1966 · 1967 · 1968 · 1969 · 1970 · 1971 · 1972 · 1973 · 1974 · 1975 · 1976 · 1977 · 1978 · 1979 · 1980 · 1981 · 1982 · 1983 · 1984 · 1985 · 1986 · 1987 · 1988 · 1989 · 1990 · 1991 · 1992 · 1993 · 1994 · 1995 · 1996 · 1997 · 1998 · 1999 · 2000 · 2001 · 2002 · 2003 · 2004 · 2005 · 2006 · 2007 · 2008 · 2009 · 2010 · 2011 · 2012 · 2013 · 2014 · 2015 · 2016 · 2017 · 2018 · 2019 · 2020 · 2021 · 2022 · 2023 · 2024 · 2025